# Muro (Haute-Corse)
Pour les articles homonymes, voir Muro.
Muro est une commune française située dans la circonscription départementale de la Haute-Corse et le territoire de la collectivité de Corse. Le village appartient à la piève de Sant'Andréa dont il est historiquement le chef-lieu, en Balagne.

## Géographie

### Situation
Muro se situe en Balagne intérieure, sans façade maritime, dans l'ancienne pieve de Santo Andrea. Muro fait partie des « villages balcons » de la vallée du Regino.
Communes limitrophes

### Géologie et relief
La commune se trouve sur les contreforts nord du Monte Grosso, dans la « Corse cristalline » composée de roches magmatiques avec des sédiments quaternaires dans la cuvette du Regino. Elle est accrochée au flanc d'un chaînon secondaire qui sépare la vallée du Regino de la plaine de Calenzana et se prolonge jusqu'à Capu d'Occi (563 m) au-dessus de Lumio.
Territoire communal
Son territoire suit le cours du ruisseau d'Orsoni qui prend le nom de ruisseau de Leca en aval du village. Il s'étend vers le nord en une longue bande de terre, depuis Cima di Cuzia (1 381 m) son extrémité méridionale, jusqu'à son extrémité septentrionale, un point situé à une centaine de mètres en aval de la confluence du ruisseau de Leca avec le ruisseau de Piano dans la vallée du Regino.
Ce territoire est divisé en deux parties à hauteur du village :
- au sud de Muro, c'est un étroit vallon représentant tout le bassin versant du ruisseau d'Orsoni ;
- au nord, le vallon s'élargit et s'ouvre dans la plaine du Regino, arrosée par le ruisseau de Leca et son confluent le ruisseau de Vivajo.

### Hydrographie

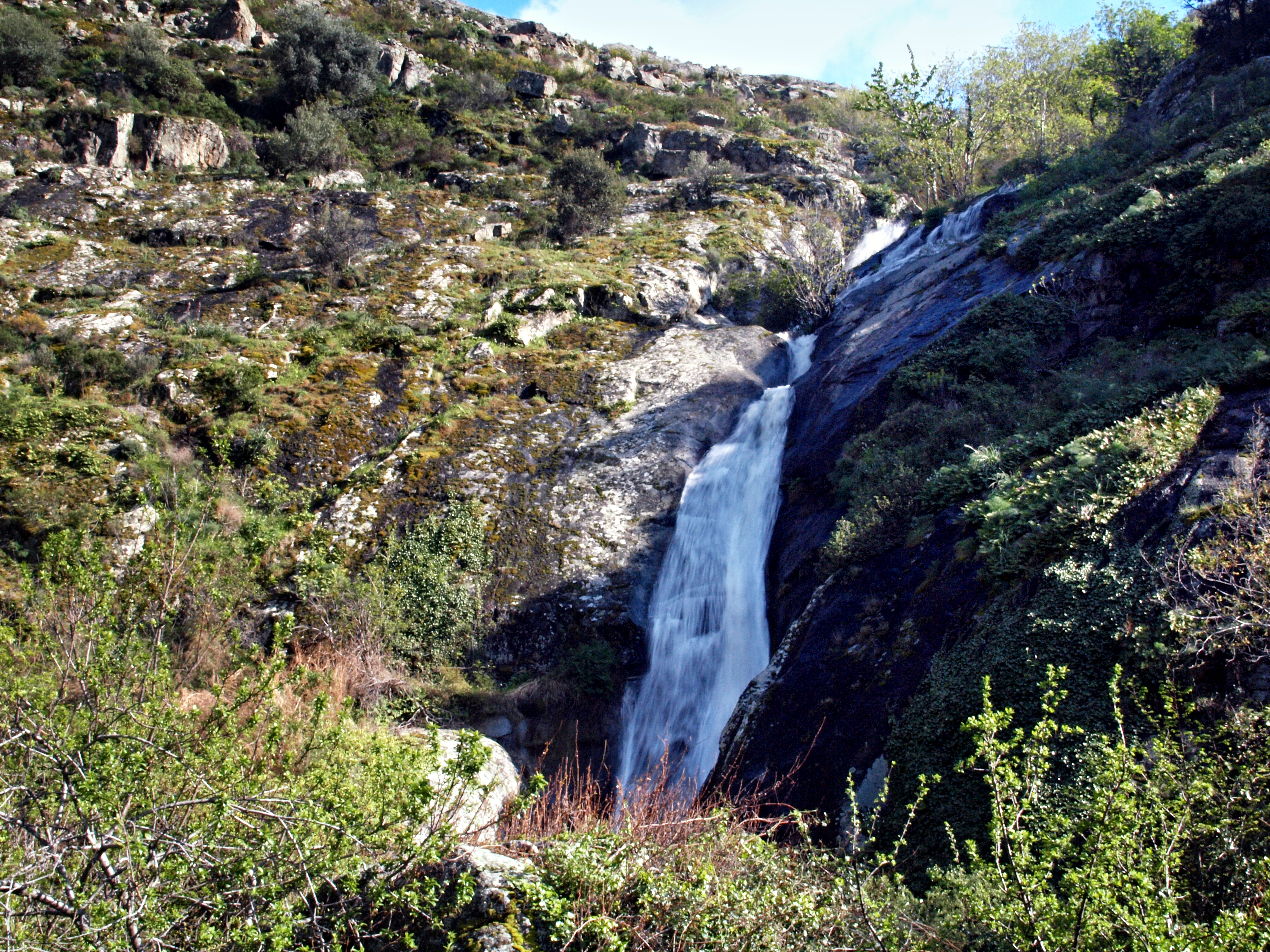
Cascade de Nunziata.

Le ruisseau d'Orsoni, principal cours d'eau de la commune, naît sur le territoire communal sous le nom de ruisseau de Poggio Catinaccio à 800 m d'altitude, au lieu-dit Funtana di Curnachiaccie, sous Petra Apertusa (1 146 m). Il prend le nom de ruisseau de Leca sous le village de Muro. Son cours est ponctué par une remarquable cascade nommée « Cascade de Nunziata », visible au-dessus de la route D 71, peu après la sortie sud du village. Il alimente le ruisseau de Piano, affluent du !fiume di Regino. Son principal affluent est le ruisseau de Vivajo.

### Climat et végétation
Muro bénéficie d'un climat méditerranéen aux écarts thermiques modérés. Séparée du littoral balanin par un chaînon de moyennes montagnes délimitant le nord de la vallée du Regino avec la plaine d'Aregno, et allant  jusqu'à Monticello à l'est depuis Capu di Bestia (804 m - sommet « à cheval » sur Montegrosso et Avapessa), la commune de Muro se trouve de fait abritée des vents d'ouest dominants qui balayent la Balagne.
Son territoire fait partie du milieu ouvert et bocager de la vallée du Regino. Les espaces boisés occupent les hauteurs et l'alentour du village, formés principalement de chênes verts, de chênes pubescents et d'oliviers. L'étage supérieur dénudé ou couvert par un maquis bas, présente les nombreuses anciennes terrasses de culture.
Comme pour toutes les communes environnantes qui sont proches de la mer, le village est en été, sous l'influence rafraîchissante de la montagne. En hiver, sa plaine est plus tempérée que ses voisines occidentales, la plaine d'Aregno, et celles du Fiume Seccu et de la Figarella (Lumio-Montegrosso-Calenzana-Calvi).
Les grosses pluies orageuses ont lieu normalement à l'automne.

### Voies de communication et transports

#### Accès routiers
Muro est traversé par la route départementale 71, route de la corniche balanine qui relie Lumio à Belgodère à flanc de coteaux par l'ancien itinéraire de la route nationale 197. À la sortie orientale du village se détache la route départementale 13, qui descend vers la plaine du Regino avant de remonter vers Santa-Reparata-di-Balagna, et dont l'embranchement D 113 suit le Regino quasiment jusqu'à son embouchure.

#### Transports
Le village de Muro est distant de :
- 15 km de la gare de L'Île-Rousse, gare la plus proche ;
- 16 km du port de commerce de L'Île-Rousse, port le plus proche ;
- 22 km de l'Aéroport de Calvi-Sainte-Catherine, l'aéroport le plus proche.

## Urbanisme

### Typologie
Au 1er janvier 2024, Muro est catégorisée commune rurale à habitat dispersé, selon la nouvelle grille communale de densité à sept niveaux définie par l'Insee en 2022.
Elle est située hors unité urbaine. Par ailleurs la commune fait partie de l'aire d'attraction de Calvi, dont elle est une commune de la couronne,. Cette aire, qui regroupe 15 communes, est catégorisée dans les aires de moins de 50 000 habitants,.

### Occupation des sols
L'occupation des sols de la commune, telle qu'elle ressort de la base de données européenne d’occupation biophysique des sols Corine Land Cover (CLC), est marquée par l'importance des forêts et milieux semi-naturels (74,9 % en 2018), une proportion identique à celle de 1990 (74,9 %). La répartition détaillée en 2018 est la suivante : 
milieux à végétation arbustive et/ou herbacée (30,7 %), forêts (29,3 %), zones agricoles hétérogènes (15,6 %), espaces ouverts, sans ou avec peu de végétation (14,9 %), prairies (8,6 %), cultures permanentes (1 %). L'évolution de l’occupation des sols de la commune et de ses infrastructures peut être observée sur les différentes représentations cartographiques du territoire : la carte de Cassini (XVIIIe siècle), la carte d'état-major (1820-1866) et les cartes ou photos aériennes de l'IGN pour la période actuelle (1950 à aujourd'hui).

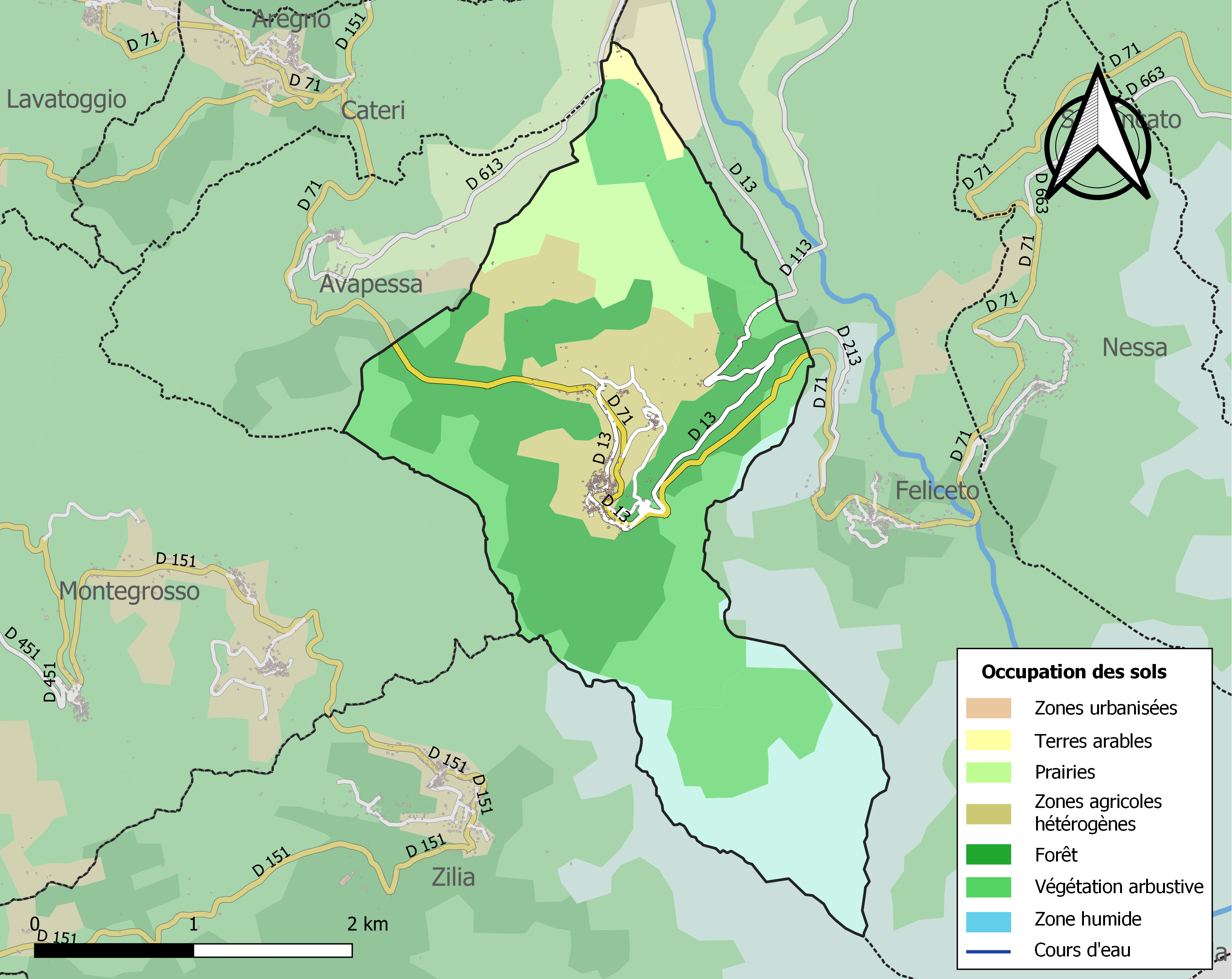
Carte des infrastructures et de l'occupation des sols de la commune en 2018 (CLC).

## Urbanisation

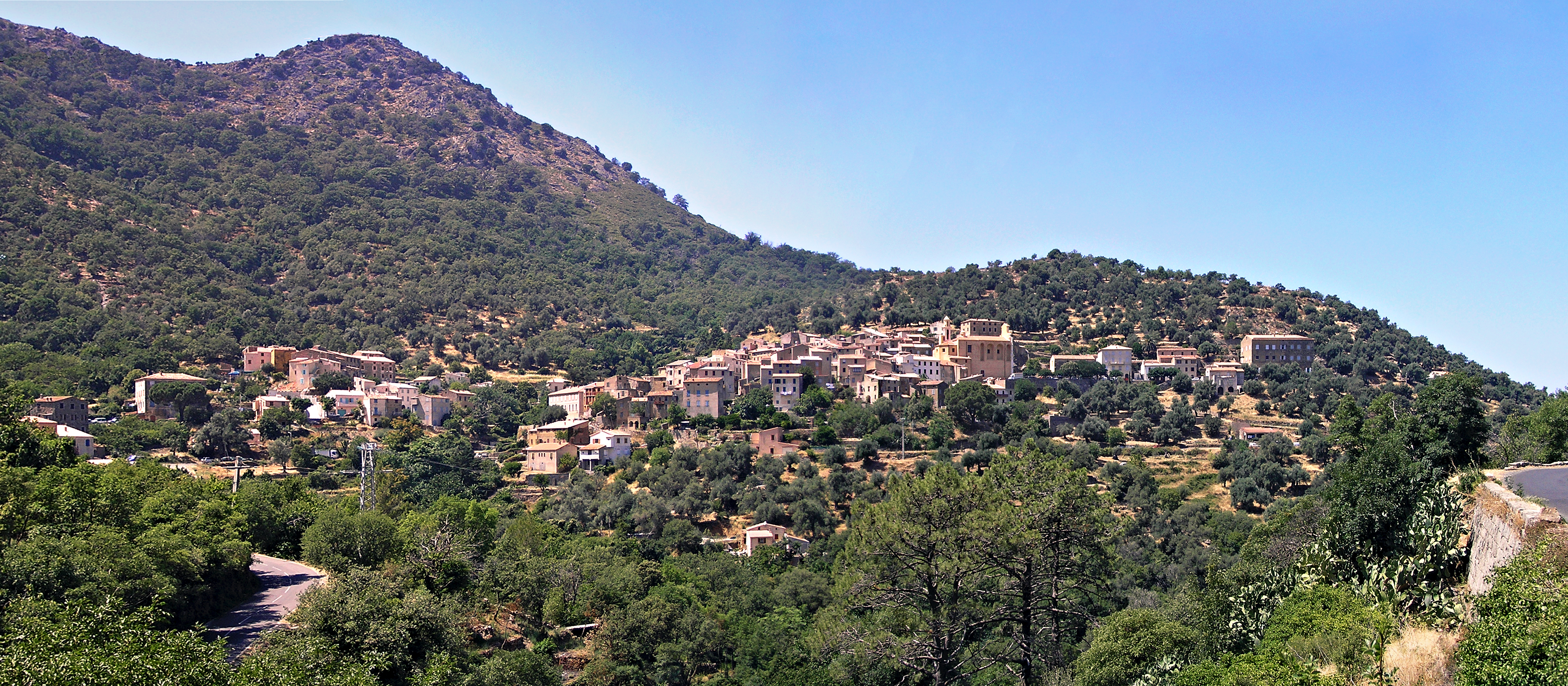
Panorama de Muro.

La commune comporte trois principaux lieux habités :

### Muro village
Dominé par le pic Avazeri (751 m), le village de Muro est orienté à l'est, à l'adret du vallon du ruisseau de Leca, sous-affluent du Regino par le ruisseau de Piano. Mais l'exposition étant importante à la sulana (adret), l'été y est plus brûlant.
Sa remarquable grande église, la Santissima Annunziata, située au nord, domine le bourg. En face d'elle, de l'autre côté de la petite Piazza di a Ghjesgia (litt. place de l'église), se trouve la confrérie.

### Poggiali
Le hameau de Poggiali (i Pughjali) aux habitations regroupées, se situe à 500 m au nord-est du village de Muro. Presque désertifié, il compte de nombreuses maisons ruinées. S'y trouve la chapelle Saint-Antoine (Sant' Antone) avec la statuette du saint dans la petite niche coiffant le portail. On y accède par une petite route communale en cul-de-sac.

### Murato

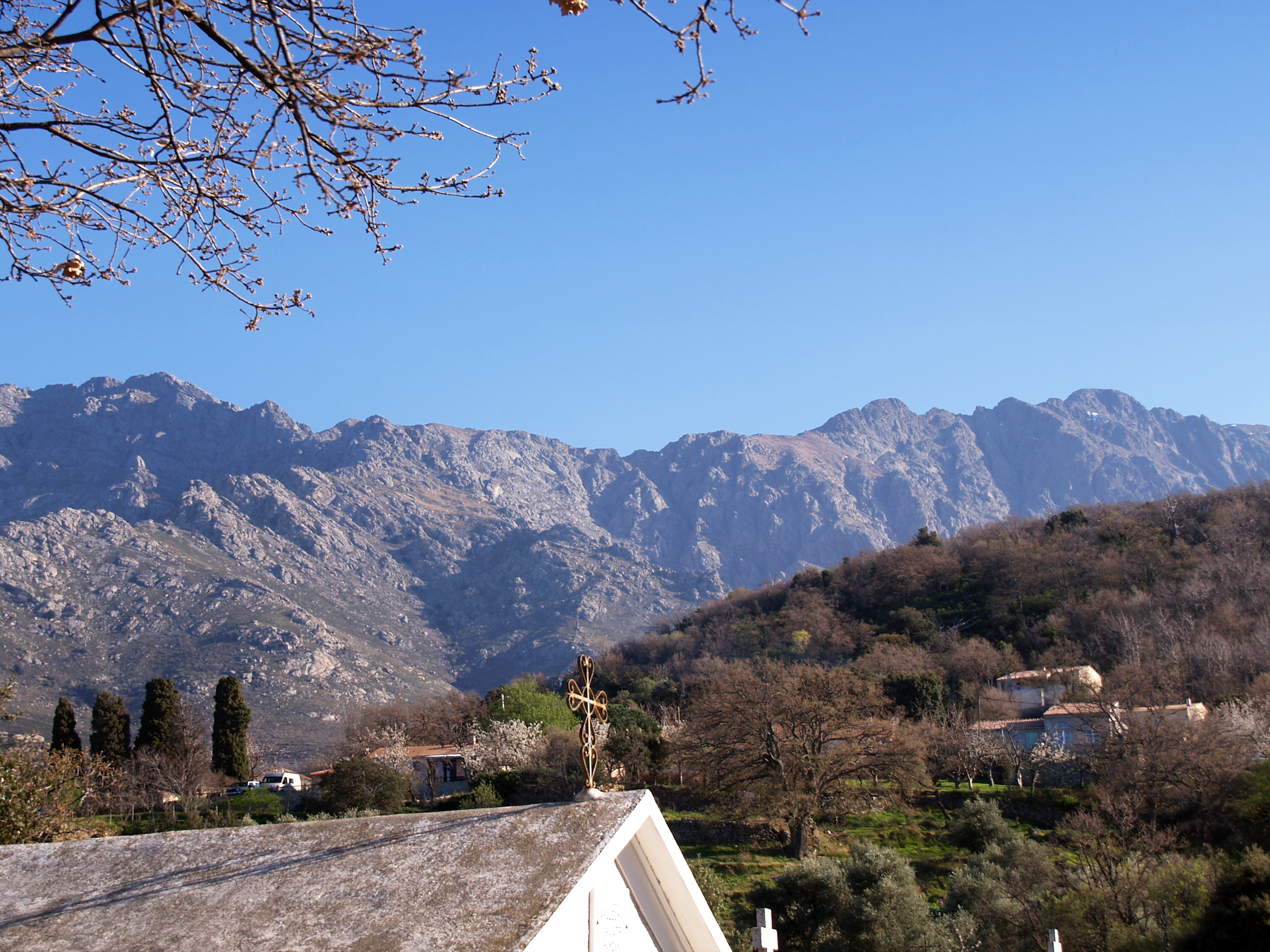
Hameau de Murato

Situé au nord du village, le hameau de Murato se présente avec des habitations dispersées. Il est traversé par la route D 71. À partir de la D 71, une petite route conduit au cimetière communal où se trouve une chapelle San Ghjacumu (Saint-Jacques) restaurée en 1997 grâce aux dons de Maria Di Vincenza.

## Toponymie
Du corse muru qui désigne un mur d'enceinte.

## Histoire

### Moyen Âge
Vers 844, Boniface II marquis de Toscane et tutor Corsicæ abandonne l'île aux Sarrasins qui pillaient ses côtes depuis 714. La Corse est alors occupée par les Maures. Muru doit son nom à une vieille citadelle maure, nommée Muru Vecchiu.
Vers 860 démarre la reconquête de l'île. Le nord-est de la Corse, partie la plus proche de la terre ferme, est reconquis par Oberto ancêtre des Malaspina et des Obertenghi, un descendant de Boniface (Bonifacio) marquis toscan fondateur de Bonifacio.
Les marquis de Massa de la lignée des Obertinghi, sont les descendants du marquis Alberto Ruffo, qui au XIe siècle, aurait chassé les Sarrasins de Rome et contribué à la défense de la Corse. Tous les descendants d'Alberto Ruffo portaient le titre de marquis de Corse.
Le fief des marquis de Massa di Corsica s'étendait sur tout le « Deçà des Monts », c'est-à-dire l'actuelle Haute-Corse moins le Cap Corse.
Au XIIe siècle une première communauté s'établit dans la plaine et édifie une église dédiée à San Giovanni Evangelista. Ses ruines sont encore visibles au nord de Poggiali.
Au XVe siècle, le chancelier De Negri de l'excellentissime chambre de la Sérénissime République de Gênes déclare au « livre de la noblesse Génoise », la famille Morati de la province de Balagne, de l'île de Corse. De Negri déclare établir d'après des documents authentiques présentés par la famille Morati et des extraits de « la chancellerie de San Prassede de la ville de Rome » que
« le Chevalier François Morati, de la ville de Tivoli, dans les états pontificaux, après avoir pris part en qualité de volontaire à la campagne contre les Lombards qui assiégeaient les états pontificaux, est parti en 794, en compagnie d'autres marquis, comtes et chevaliers, pour chasser les Sarrazins de l'île de Corse et, les ayant chassés, ils furent seigneurs de l'île et François Morati eut pour sa part le château et la forteresse de Morato, aujourd'hui appelé village de Muro. »

### Temps modernes
Au XVIe siècle vers 1520, la pieve de Santo Andrea, diocèse de Mariana, était formée des communautés de Muro, Feliceto, Nessa, Iustiniani (Giustiniana, actuel hameau de Speloncato) et Speloncato. La pieve comptait alors 1 350 habitants.
Devant la menace permanente sarrasine et la malaria, les gens se réfugient dans la montagne. Ils édifient un premier lieu de culte vers 1560. L'église se révèle bien vite trop petite face à la poussée démographique. Elle est rasée et remplacée par une nouvelle église, l'origine de la Santissima Annunziata.
Au début du XVIIIe siècle, Muro fait partie de la pieve de Santo Andrea qui comptait environ 900 habitants et avait pour seuls lieux habités Muro (423 hab.), Feliceto (228 hab.) et Nessa (157 hab.). Muro était dans le ressort de la juridiction civile d'Ajgajola et Calvi.
- 1768 - après la cession de la Corse à la France, l'île passe sous administration française. Santo Andrea prend le nom de pieve de Regino.
- 1778 - Le 4 mars, survient une "épouvantable catastrophe" comme le rappelle une plaque apposée sur le transept droit. Sous le poids de la neige, la coupole s'effondre sur les fidèles, causant la mort de 39 femmes et un vieillard[Note 6].
- 1789 - la Corse fait partie du royaume de France. Avec la Révolution française, est créé en 1790 le département de Corse, puis en 1793, celui de El Golo (l'actuelle Haute-Corse). La commune se trouvait dans le district de Calvi (arrondissement de Calvi en 1801). Elle portait le nom de Muro (an II). En 1801 on retrouve le même nom au Bulletin des lois.
- 1793 - La pieve de Regino devient le canton de Regino (chef-lieu Muro). En 1828, il devient le canton de Muro[14].
- 1821 - À partir de cette année, les actes d’état-civil ne sont plus rédigés en italien mais en français. Muro se développe, devient chef-lieu de canton, possède un bureau de poste et une gendarmerie. En 1851, sa population atteint 1 537 habitants.

### Époque contemporaine

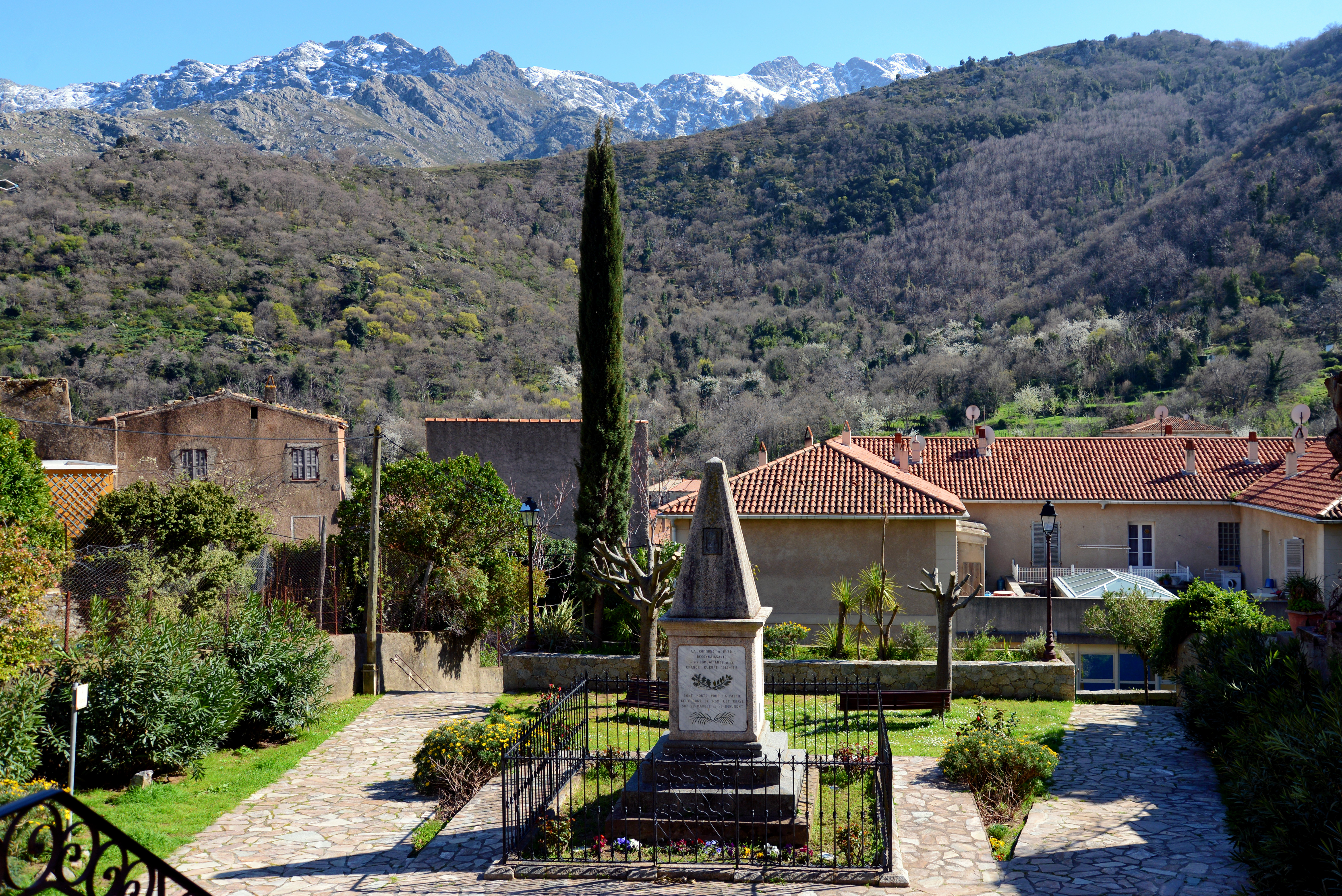
Monument aux morts de 1914-1918.

SI QUÆRIS MIRACULALa fin du XIXe siècle voit une décroissance spectaculaire de la population, suivie et aggravée au XXe par la disparition progressive des services publics : poste de douane, perception, justice de paix, gendarmerie, collège ; seule la Poste a pu être conservée.
En 1926, Muro intègre l'arrondissement de Bastia, puis en 1946 celui de Calvi.
Depuis la réorganisation opérée en 1973, avec la fusion imposée des cantons de Muro, Belgodere et Olmi-Cappella, Muro n'est plus chef-lieu d'un canton de 9 communes (Algajola, Aregno, Avapessa, Cateri, Feliceto, Lavatoggio, Muro, Nessa et Speloncato), mais l'une des 19 communes du nouveau canton de Belgodère.

## Économie

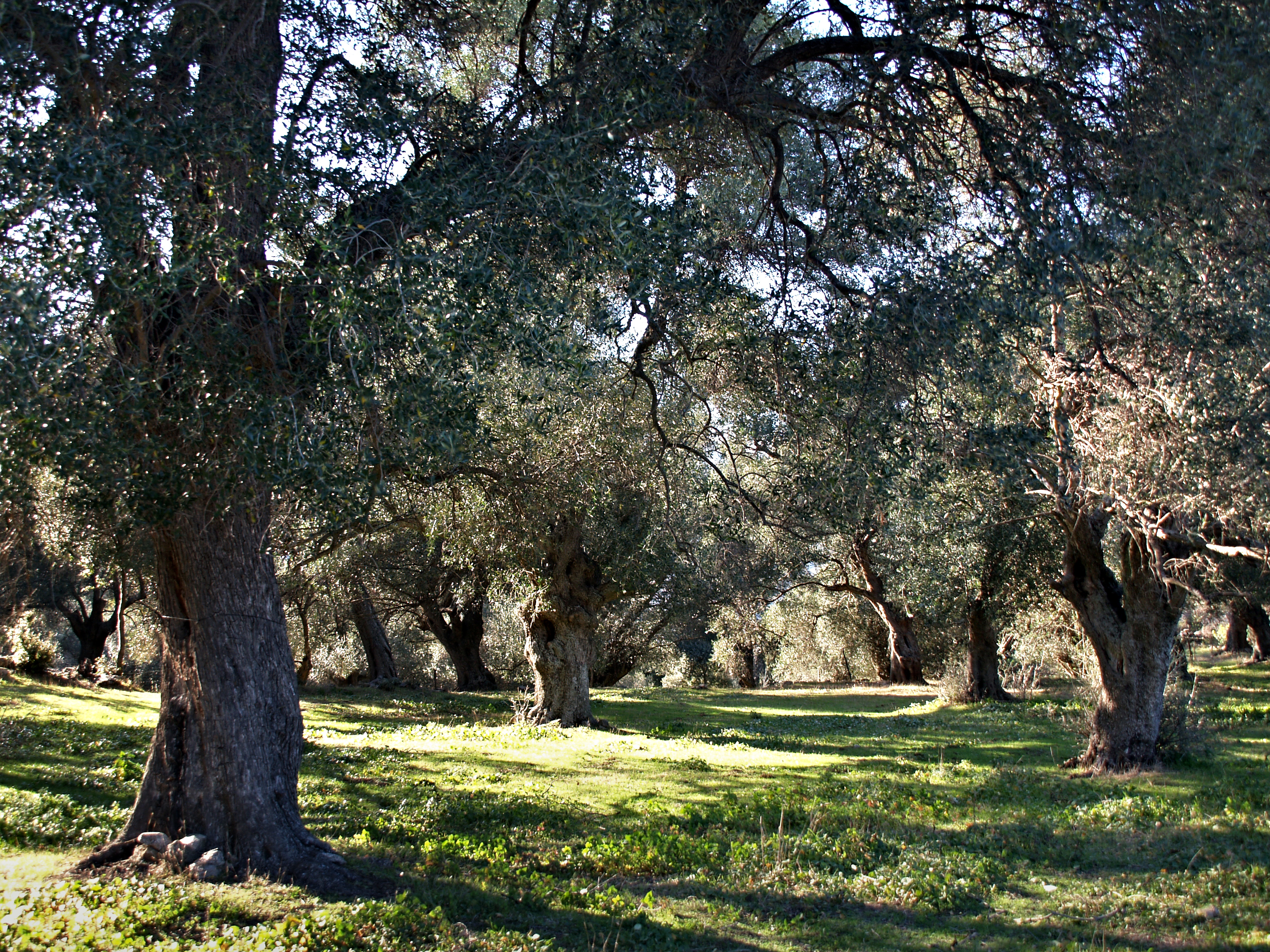
Champ d'oliviers séculaires à Murato.

Jusqu'à récemment encore, l'économie locale reposait sur l'agriculture. Les gens vivaient de l’exploitation des oliviers (Muro a compté jusqu'à 15 moulins à huile (fragni entraînés par des ânes, et fabriche à augets sur les rivières), des cerises, des châtaignes et des amandiers. La sériculture était également développée, les mûriers fort nombreux.

## Politique et administration

### Liste des maires
| Période                                  | Période    | Identité              | Étiquette | Qualité  |
| ---------------------------------------- | ---------- | --------------------- | --------- | -------- |
| ?                                        | avant 1897 | Louis Lanfranchi      |           |          |
| mars 2001                                | 2014       | Pierre Oberti         | .         | .        |
| mars 2014                                | En cours   | Jean-Baptiste Moretti | DVG       | Retraité |
| Les données manquantes sont à compléter. |            |                       |           |          |

La commune de Muro est membre :
- de la communauté de communes de l'Île-Rousse - Balagne ;
- du syndicat intercommunal de la mise en valeur de la plaine du Regino ;
- du syndicat intercommunal d'électrification de Balagne ;
- du syndicat intercommunal pour la défense contre l'incendie et la protection de la nature ;
- du syndicat intercommunal pour l'équipement hydraulique de la Balagne ;
- du SIVU pour la couverture sanitaire de la Balagne[16].

## Population et société

### Démographie
L'évolution du nombre d'habitants est connue à travers les recensements de la population effectués dans la commune depuis 1800. Pour les communes de moins de 10 000 habitants, une enquête de recensement portant sur toute la population est réalisée tous les cinq ans, les populations de référence des années intermédiaires étant quant à elles estimées par interpolation ou extrapolation. Pour la commune, le premier recensement exhaustif entrant dans le cadre du nouveau dispositif a été réalisé en 2007.

En 2022, la commune comptait 248 habitants, en évolution de +5,08 % par rapport à 2016 (Haute-Corse : +5,15 %, France hors Mayotte : +2,11 %).
| 1800 | 1806 | 1821  | 1831  | 1836  | 1841  | 1846  | 1851  | 1856  |
| ---- | ---- | ----- | ----- | ----- | ----- | ----- | ----- | ----- |
| 734  | 920  | 1 015 | 1 163 | 1 239 | 1 307 | 1 346 | 1 537 | 1 279 |

| 1861  | 1866  | 1872  | 1876  | 1881  | 1886  | 1891  | 1896  | 1901  |
| ----- | ----- | ----- | ----- | ----- | ----- | ----- | ----- | ----- |
| 1 290 | 1 277 | 1 072 | 1 055 | 1 064 | 1 113 | 1 130 | 1 201 | 1 118 |

| 1906  | 1911  | 1921 | 1926 | 1931 | 1936 | 1946 | 1954 | 1962 |
| ----- | ----- | ---- | ---- | ---- | ---- | ---- | ---- | ---- |
| 1 055 | 1 027 | 920  | 906  | 815  | 805  | 633  | 523  | 426  |

| 1968 | 1975 | 1982 | 1990 | 1999 | 2006 | 2007 | 2012 | 2017 |
| ---- | ---- | ---- | ---- | ---- | ---- | ---- | ---- | ---- |
| 400  | 323  | 283  | 276  | 248  | 261  | 263  | 235  | 238  |

| 2022 | - | - | - | - | - | - | - | - |
| ---- | - | - | - | - | - | - | - | - |
| 248  | - | - | - | - | - | - | - | - |

En 1999, la commune comptait 248 habitants. Près de 40 % de sa population avait 60 ans ou plus (moyenne nationale 21,3 %), et 19 % entre 20 et 39 ans (moyenne nationale 28 %).
En 2007, la population de Muro est remontée à 263 habitants, augmentation portant sur le nombre des actifs (+34 %), accompagnée d'une augmentation du nombre des résidences principales (+ 13 %). La base BANATIC du ministère de l'Intérieur donne pour 2011 une population totale de 275 habitants.

### Enseignement
Il existe une école primaire publique au village. Le collège Pascal-Paoli, le plus proche établissement secondaire, se situe à L'Île-Rousse, distant de 15 km. Le lycée de Balagne établissement d'enseignement général et technologique publics, se trouve également à L'Île-Rousse.

### Santé
Il n'y a pas de médecins ni d'infirmiers à Muro. Le médecin le plus proche est établi à Aregno (7 km). Les infirmiers les plus proches sont à Lumio et Algajola (13 km).
Le centre hospitalier de Calvi-Balagne, ex antenne médicale de Balagne (AMU de Calvi), le plus proche hôpital, est distant de 16 km.

### Manifestations culturelles et festivités
- 25 juillet - Saint Jacques : fête de la paroisse.

### Sports

#### Randonnées
Muro est le départ (altitude 390 m) d'un sentier permettant de se rendre, soit à Feliceto, soit à Zilia (380 m) en franchissant la Bocca di Foata (732 m).

### Cultes
La paroisse (Église Santissima Annunziata) relève du diocèse d'Ajaccio.

## Culture locale et patrimoine

### Lieux et monuments
- Monument aux morts.

#### Santissima Annunziata

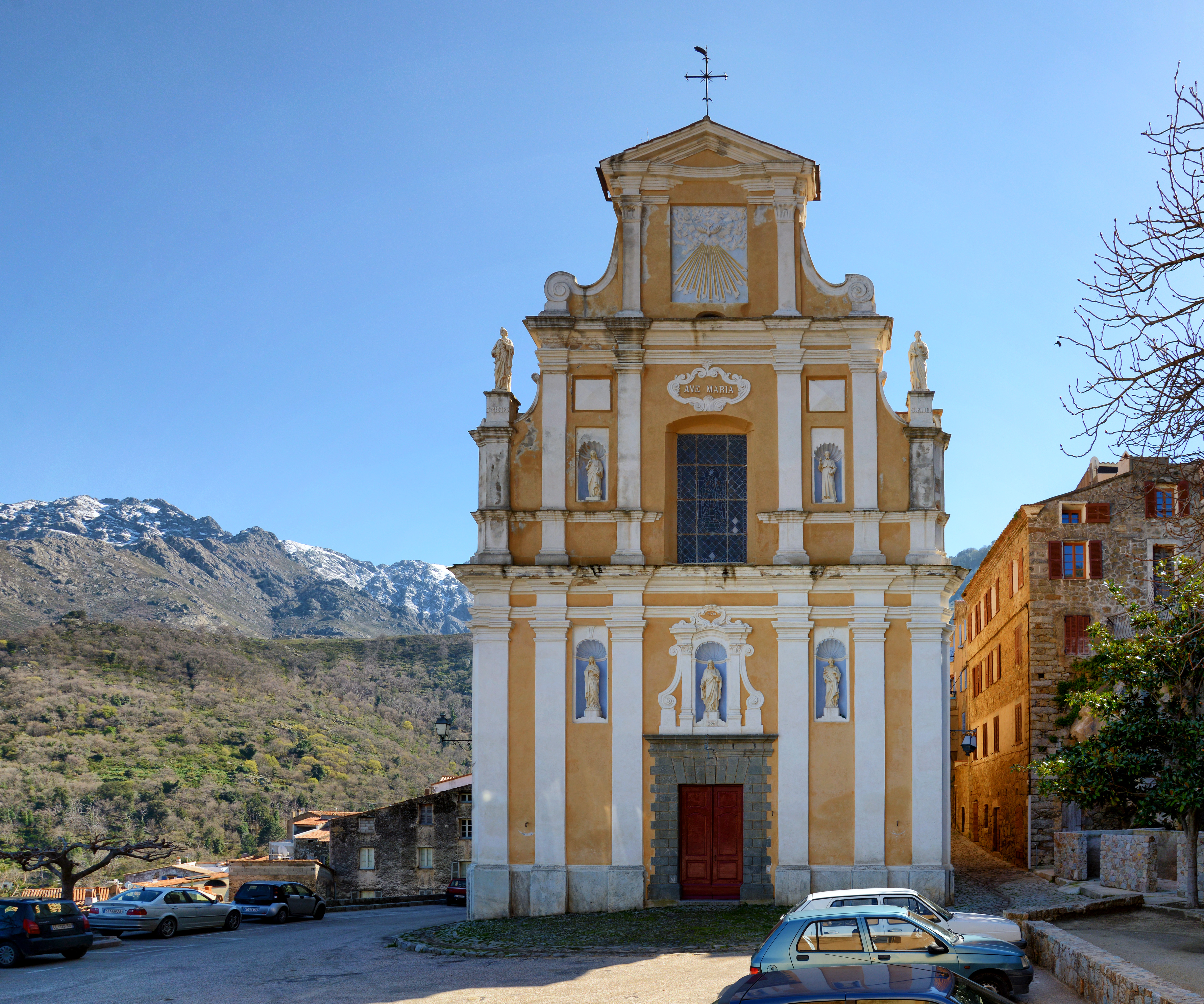
Église de la Santissima Annunziata.

L'église paroissiale de la Santissima Annunziata (Très Sainte Annonciation), se situe au nord du village qui est desservi par la rue des Trois de Muro (Carrughju di i Tre di Muru), une bretelle à la route D 71. De style baroque, elle a été construite au milieu du XVIIe siècle, puis reconstruite au XIXe siècle après l'effondrement de la coupole survenu le 4 mars 1778 pendant l’office des Cendres, faisant 60 morts.
Son plan en croix latine avec nef unique s'inspirerait de l'Annunziata de Gênes. Les dimensions sont imposantes : 31 mètres de long, 12,5 mètres de large, 22 mètres de haut pour la façade, 25 pour le clocher.
La façade est exceptionnelle : sa hauteur est soulignée par des fausses colonnades et plusieurs corniches peintes en blanc tranchant sur le fond rose de l'ensemble. Elle est décorée de plusieurs statues. Au-dessus de la porte d'entrée, dans des niches à fond bleu, un Sacré-Cœur entouré de Marie et Joseph ; plus haut, encadrant une verrière de l'Annonciation, les saints patrons de la paroisse Jean l'Évangéliste et Jacques le majeur ; plus haut encore et à l'extérieur du volume principal, les saints apôtres Pierre et Paul ; tout en haut, sous un fronton triangulaire, une colombe rayonnante est sculptée en bas-relief.
L'intérieur est richement décoré dans le style baroque : dorures, nombreux tableaux dans les chapelles latérales dont une Annonciation du XVIIe siècle, peintures en trompe-l'œil sur la voûte de la coupole, autel et chaire en marbre blanc, colonnes torses autour des autels secondaires, etc.
S'y trouve aussi un orgue daté de 1796, commandé par Tommaso Pagnini, prêtre et facteur d’orgue de Lucca (Italie), qui a été restauré à l’identique en 1982 par J-F Muno.

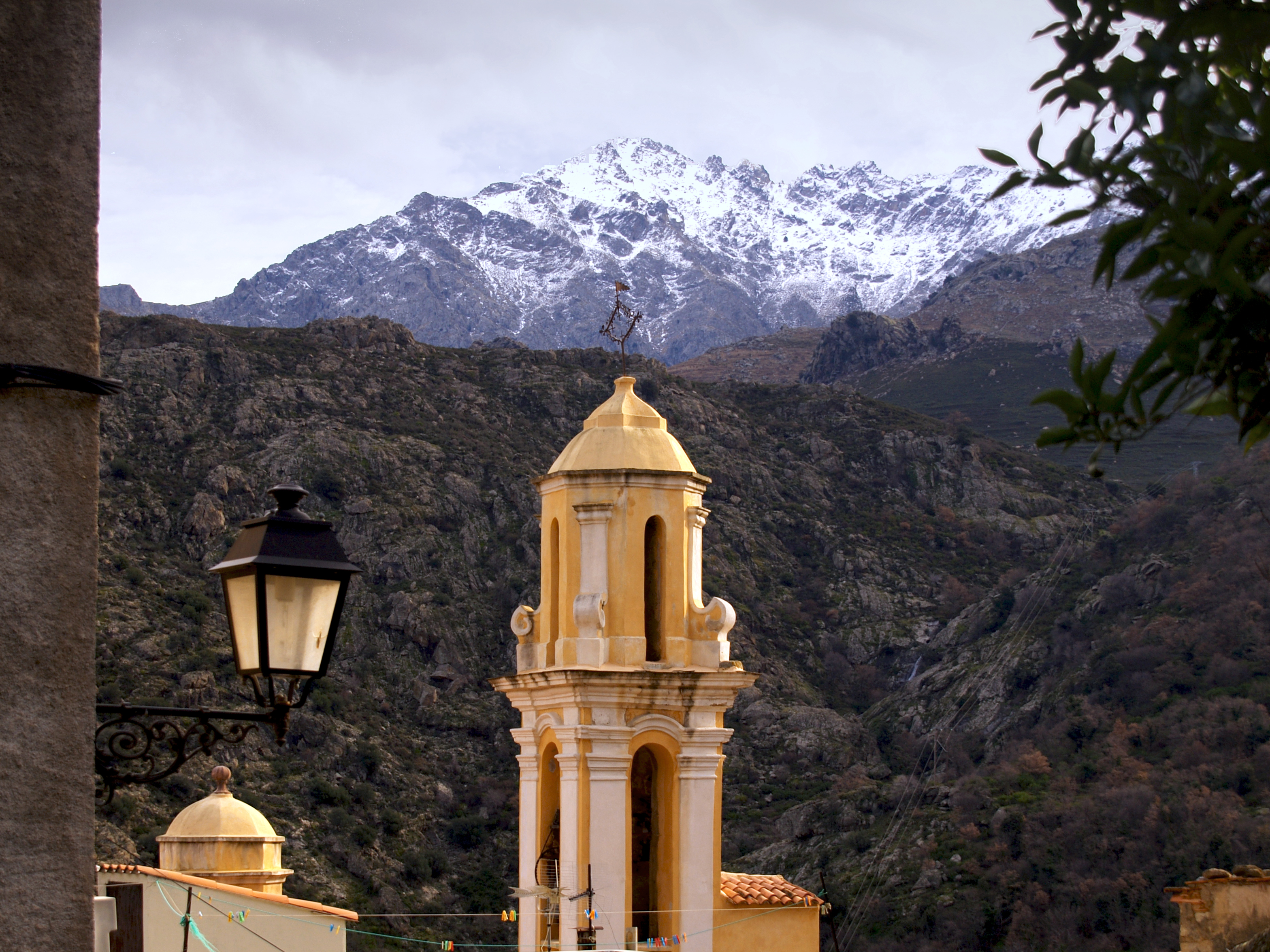
Campanile de la Santissima Annunziata.

L'édifice est non classé. Il renferme toutefois des œuvres remarquables, toutes propriété de la commune et classées au titre des Monuments historiques :
- autel du maître autel[21].
- clôture de chœur[22].
- tableau La Vierge au rosaire avec saint Dominique et sainte Catherine de Sienne[23].
- tableau Le Baptême du Christ[24].
- tableau Notre-Dame du Mont-Carmel[25].
- tableau L'Assomption de la Vierge[26].
- tableau Jésus à terre sous le poids de la croix[27].
- tableau La Vierge à l'Enfant avec sainte Anne[28].
- tableau La Vierge intercédant pour les âmes du purgatoire[29].

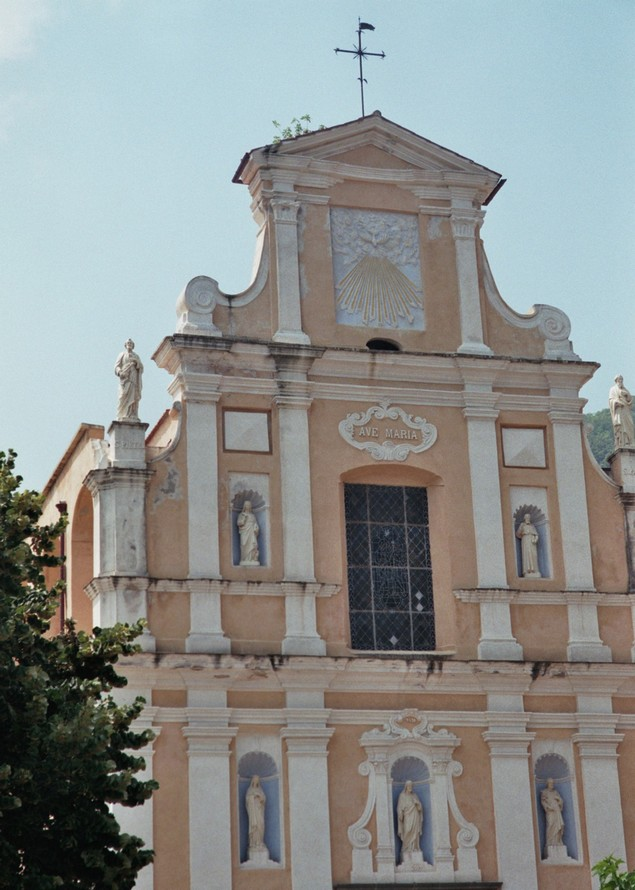
Église de l'Annonciation.
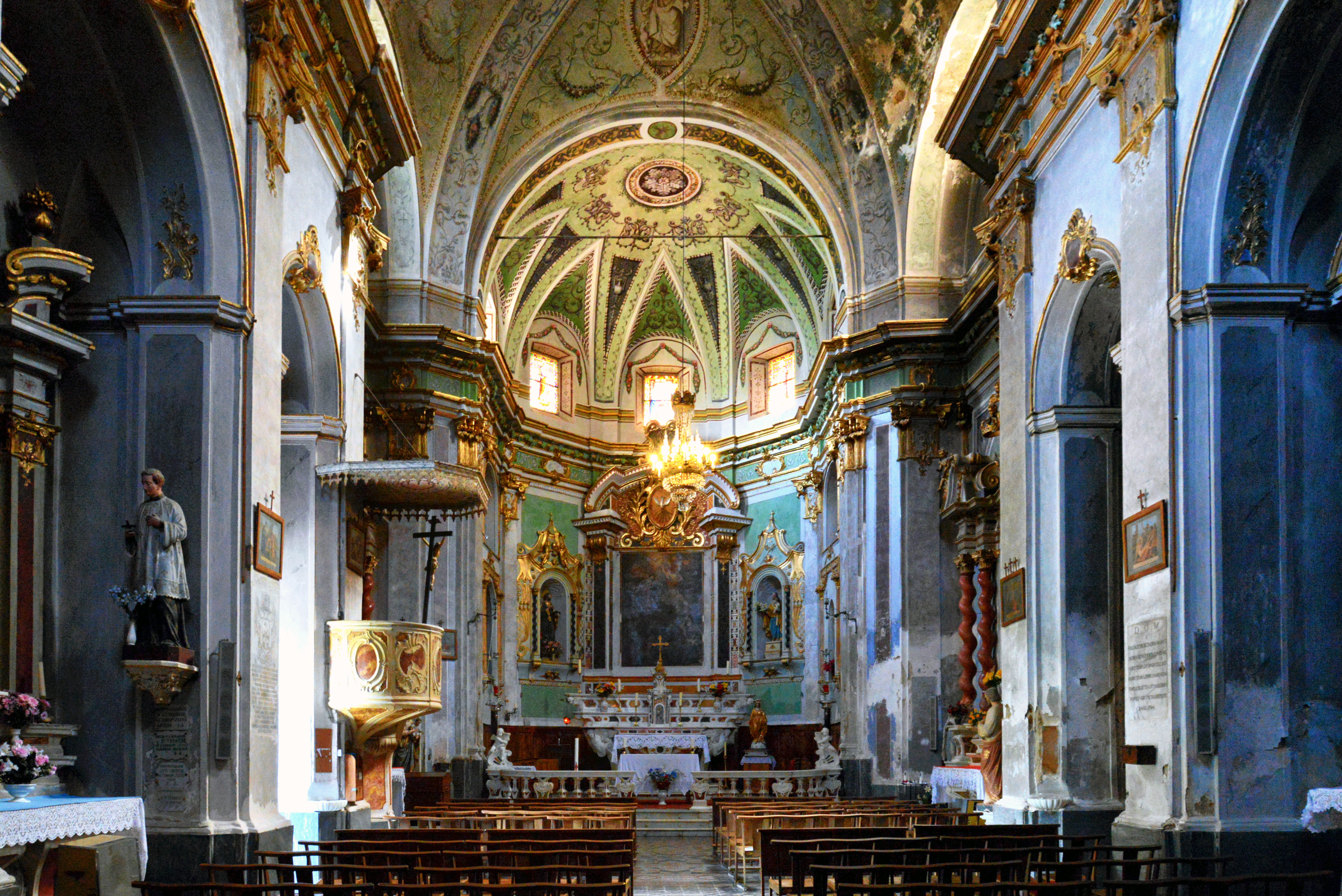
Intérieur de l'église.
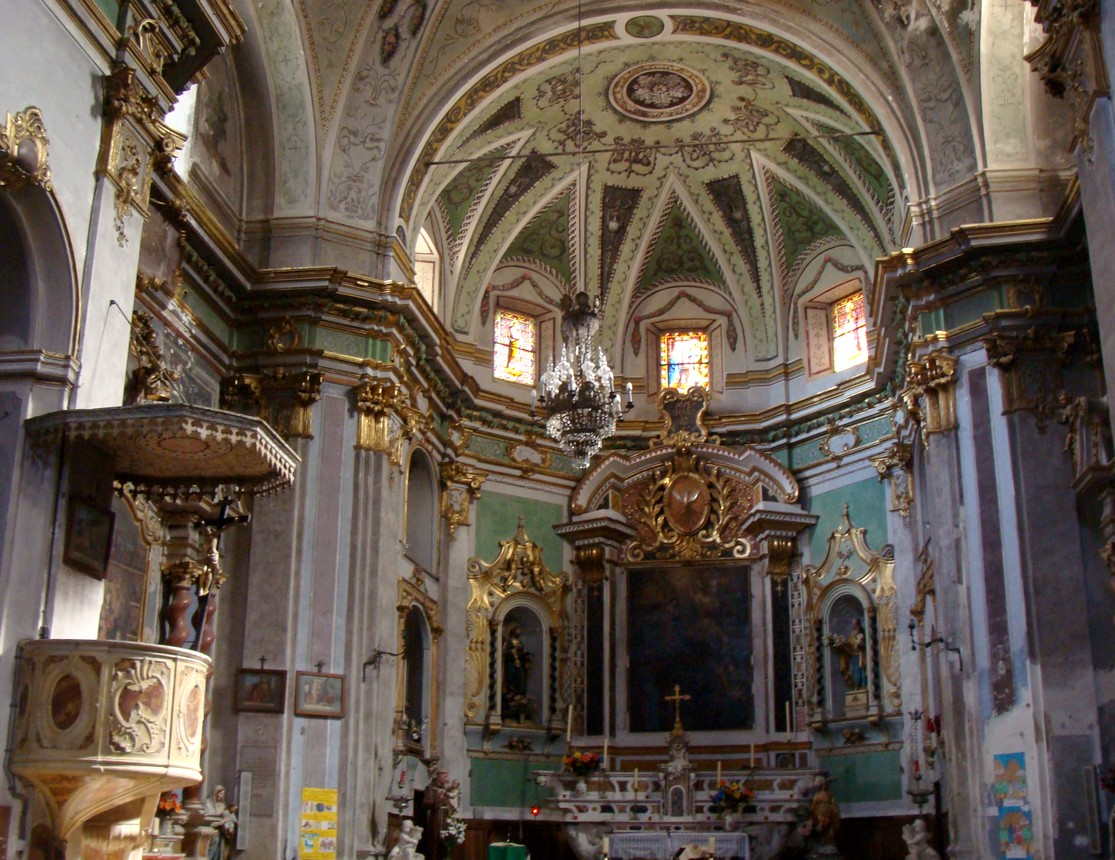
Le chœur, vue d'ensemble.
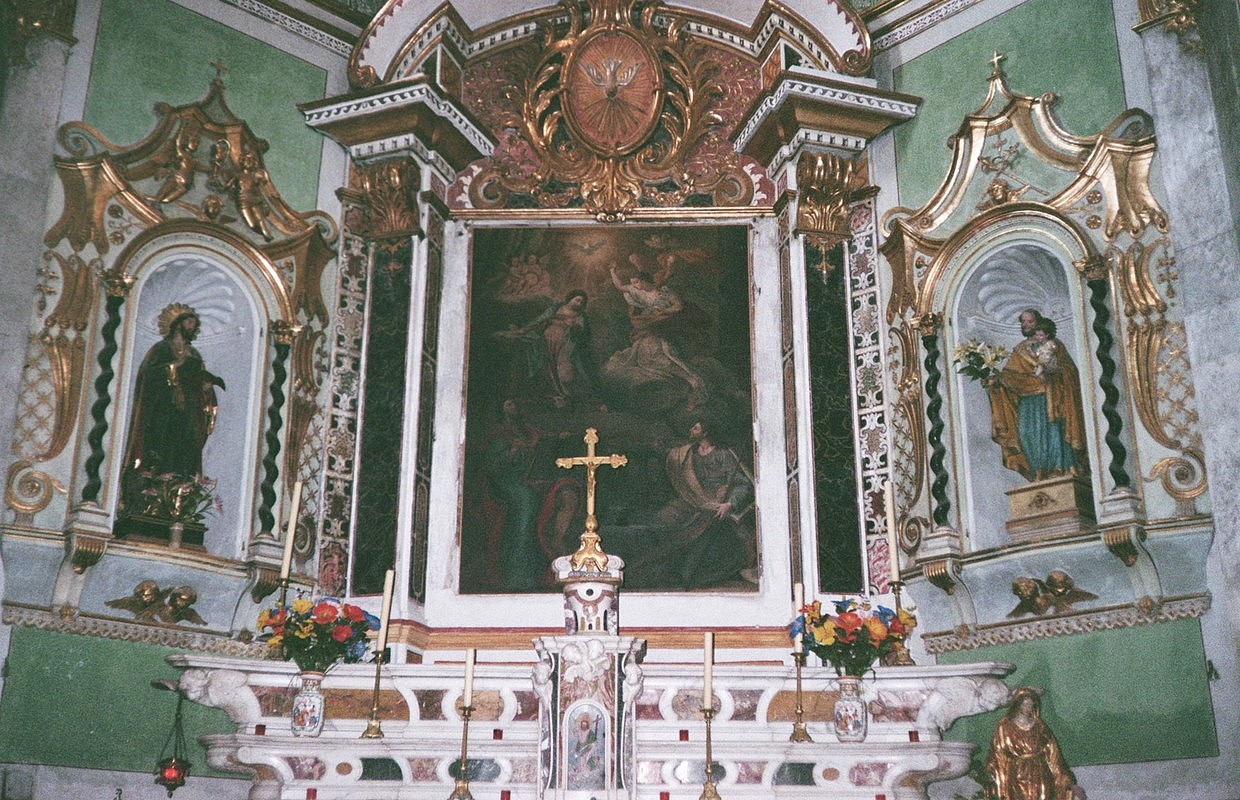
Tableau de l'Annonciation au-dessus du maître-autel.
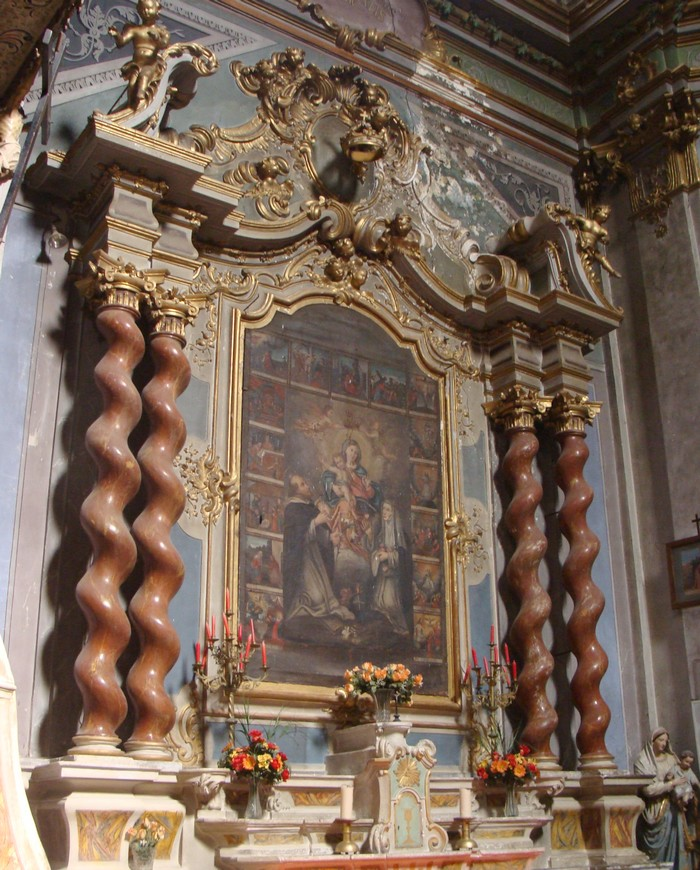
Vierge en majesté (autel latéral).
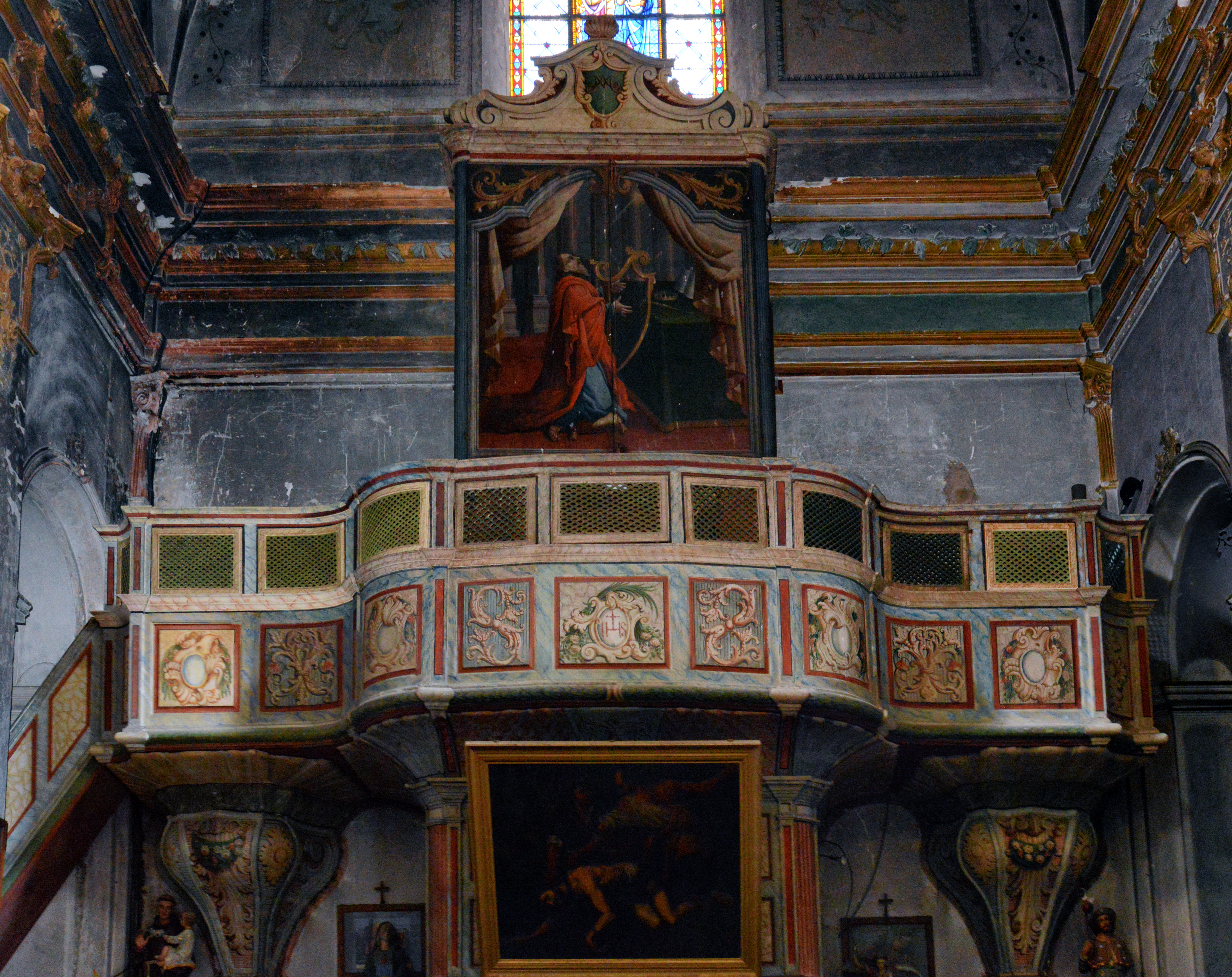
Orgue de tribune.

#### Autres
- Chapelle de confrérie. L'oratoire Santa Croce, chapelle de la confrérie (a Casazza) créée en 1440 et remise en activité en 2005 après de longues années de sommeil, se situe en vis-à-vis de l'église paroissiale.
- Chapelle Sant' Antone, située au hameau de Poggiali, la chapelle offre une façade d'inspiration voisine de celle de l'église paroissiale, mais centrée ici sur le seul saint Antoine. Le fronton porte l'inscription latine « SI QUÆRIS MIRACULA » (litt. Si tu cherches des miracles), premiers mots d'un répons à saint Antoine célébrant les nombreux miracles attribués au saint (il a calmé les éléments, rendu aux éclopés leur intégrité, etc.)[30].
- Chapelle San Ghjacumu (Saint-Jacques). La petite chapelle qui se trouve au bout du chemin conduisant au cimetière communal de Murato, a été restaurée en 1997 comme on peut le lire sur une plaque de remerciement à Maria Di Vincenza.

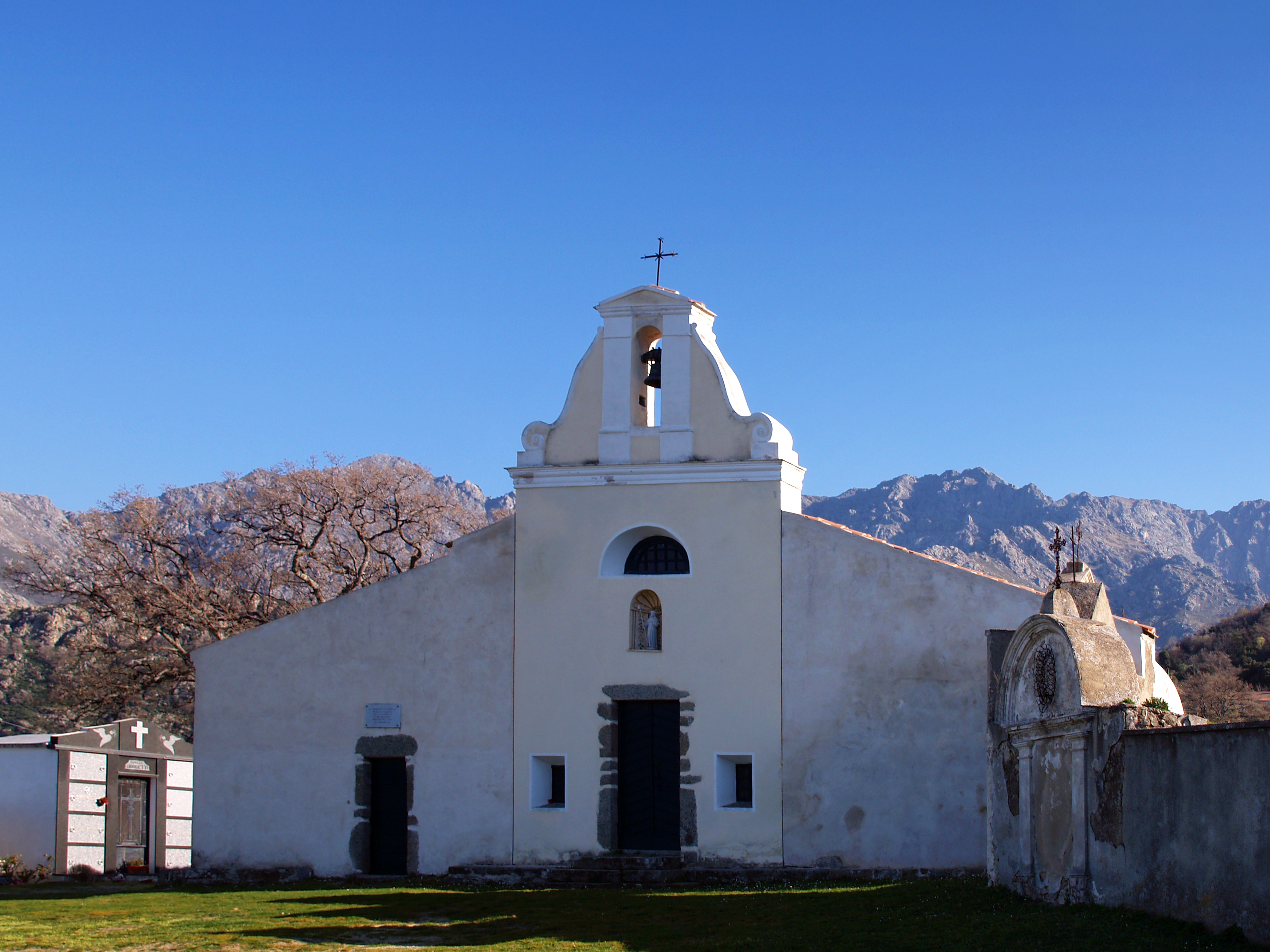
San Ghjacumu.
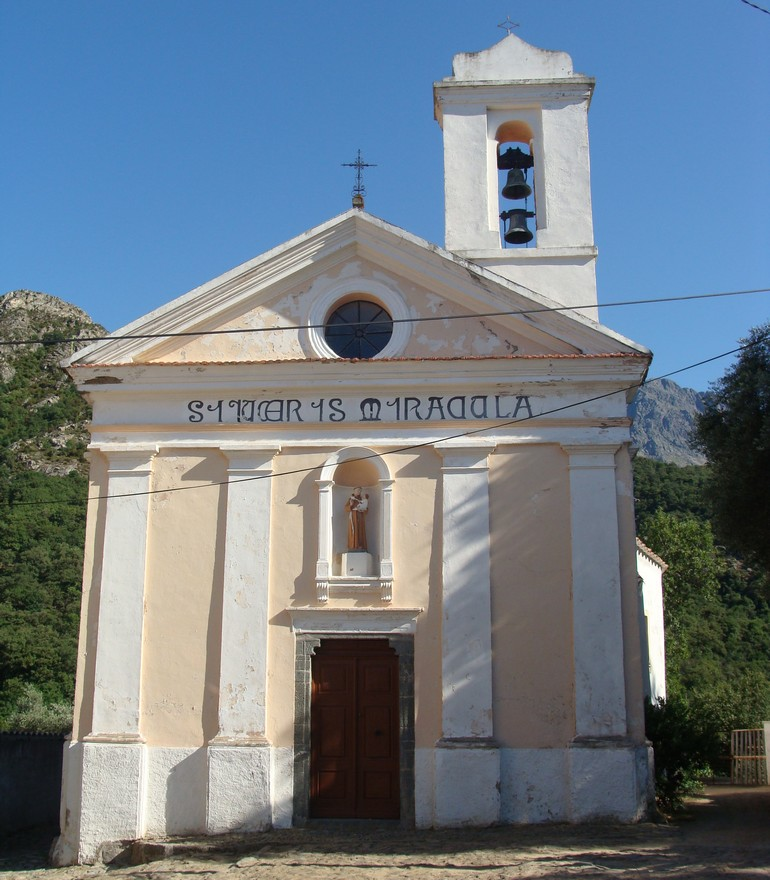
Sant' Antone.
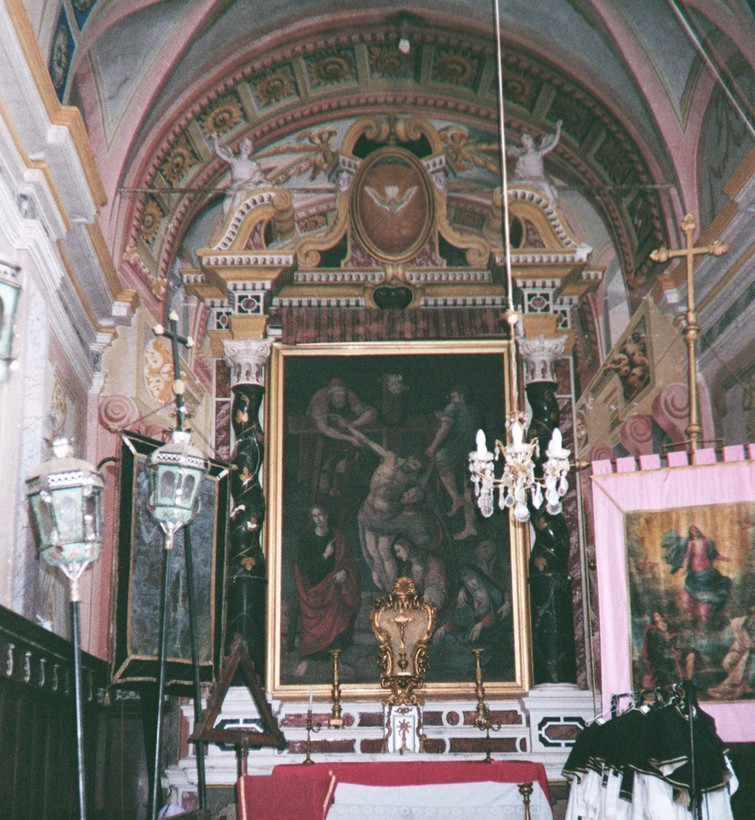
Intérieur de la chapelle Santa-Croce.

### Patrimoine naturel

#### ZNIEFF
La commune est concernée par une zone naturelle d'intérêt écologique, faunistique et floristique :
Oliveraies et boisements des collines de Balagne
Muro fait partie des 18 communes de Balagne concernée par la ZNIEFF 940004142 - Oliveraies et boisements des collines de Balagne (2e génération), zone réparties sur trois des principales vallées de la Balagne : la vallée du Fiume Seccu, le bassin d'Aregno et la vallée du Regino.

#### Autres
À l'est du village, le ruisseau d'Orsoni descend en belles cascades, proches de la route de Feliceto.

### Personnalités liées à la commune
- Pierre Morati, abbé, jurisconsulte.
- Hyacinthe Yvia-Croce  (19..?-1981), journaliste, poète écrivain, historien[32], lexicographe.- Croce Yvia né le 29/10/1893 à Muro décédé le 1/5/1981 à Ajaccio
- Jean Ferrandi (1920-1989), figure de l'Algérie française, né et inhumé dans la commune.